# Scott O'Dell
Scott O'Dell, vlastním jménem O'Dell Gabriel Scott (23. května 1898, Los Angeles, Kalifornie – 15. října 1989, Mount Kisco, New York) byl americký spisovatel, autor dvaceti osmi historických a dobrodružných románů pro děti a mládež, tří románů pro dospělé čtenáře a několika knih literatury faktu.

## Život
O'Dell studoval na několika vysokých školách (1919 na Occidental College, 1920 na University of Wisconsin–Madison, 1920–1921 na Stanford University a roku 1925 na Univerzitě La Sapienza), ale studium nikdy nedokončil. Během 2. světové války sloužil u amerického letectva. Poté byl kameramanem a novinářem (pracoval pro Los Angeles Times a pro Los Angeles Daily News).
Knihy začal O'Dell psát roku 1934, koncem padesátých let 20. století (ve svých šedesáti letech) začal psát knihy pro děti a mládež, které mají vzrušující zápletky, živě vykreslené charaktery a jasný morální záměr (kritika hlouposti, arogance a touhy po moci). Většina z nich se odehrává v historických dobách v Kalifornii a v Mexiku. Za své dílo obdržel O'Dell roku 1972 prestižní Cenu Hanse Christiana Andersena.

## Dílo

### Beletrie
- Woman of Spain (1934, Žena ze Španělska), příběh ze staré Kalifornie, román pro dospělé čtenáře.
- Hill of the Hawk (1947, Jestřábí kopec), příběh ze staré Kalifornie, odehrávající se během Mexicko-americké války, román pro dospělé čtenáře.
- The Sea is Red (1958, Moře je rudé), příběh lodi Konfederovaných států amerických Alabama, poslední autorův román pro dospělé čtenáře.
- Island of the Blue Doplhin (1960, Ostrov modrých delfínů), dobrodružný román pro mládež založený na skutečné události líčí osamělý život indiánské dívky Karany na rodném ostrově San Nicolas, opuštěném zbytkem kmene roku 1835 při jeho přesídlení do Kalifornie. Dílo je považováno za vrchol autorovy tvorby a bylo přeloženo do dvaceti tří jazyků.[1] Autor za román obdržel roku 1961 cenu Newbery Medal, každoročně udílenou za význačný příspěvek do americké dětské literatury.[2]
- Journey to Jericho (1964, Cesta do Jericha), román o cestě malého chlapce za svým otcem ze Západní Virginie do Jericha v Kalifornii.
- The King's Fifth (1966, Pětina pro krále), dobrodružný příběh z dob španělských výbojů v Novém světě v polovině 16. století. Kniha získala roku 1967 cenu Newbery Honor, jednu z nejprestižnějších cen za dětskou literaturu ve Spojených státech.[3]
- The Black Pearl (1967, Černá perla), příběh mexického mladíka Ramóna Salazara, který se svým otcem hledá a prodává perly. Kniha získala roku 1968 cenu Newbery Honor.[3]
- Dark Canoe (1968, Tmavá kanoe).
- Sing Down the Moon (1970, Jasné ráno), román, ve kterém autor na pozadí příběhu patnáctileté navažské dívky Jasné ráno zobrazuje nelehký osud indiánského kmene Navahů v šedesátých letech 19. století. Kniha získala roku 1971 cenu Newbery Honor.[3]
- Treasure of Topo-El-Bampo (1972, Poklad v Topo-El-Bampo).
- Cruise of the Arctic Star (1973, Plavba Arktické hvězdy).
- The Child of Fire (1974, Dítě ohně).
- The Hawk That Dare Not Hunt by Day (1975, Jestřáb, který neloví ve dne).
- The 290 (1976), příběh lodi Konfederovaných států amerických Alabama přepracovaný pro mládež.
- Zia (1976), pokračování knihy Island of the Blue Doplhin, ve kterém je hlavní hrdinkou neteř Karany indiánská dívka Zia.
- Carlota (1977), příběh dívky během Mexicko-americké války.
- Kathleen Please Come Home (1978, Kateřino, prosím, vrať se domů),
- Seven Serpents (1979-1983, Sedm hadů), historická románová trilogie z doby dobývání Mexika Hermanem Cortésem:
  - The Captive (1979, Zajatec),
  - Feathered Serpent (1981, Opeřený had),
  - The Amethyst Ring (1983, Ametystový prsten).
- Sarah Bishop (1980, Sára Bishopová).
- The Spanish Smile (1982, Španělský úsměv).
- Castle in the Sea (1983, Zámek v moři).
- Alexandra (1984).
- The Road to Damietta (1985, Pouť do Damietty).
- Streams to River, River to the Sea (1986, Potok do řeky, řeka do moře), příběh skutečné indiánské dívky Sacajawey z kmene Šošonů, která se zúčastnila Lewisovy a Clarkovy expedice napříč Spojenými státy.
- Serpent Never Sleeps (1987, Had nikdy nespí), příběh o Jamestownu a Pocahontas.
- Black Star, Bright Dawn (1988, Černá hvězda, Zářící úsvit), příběh eskymácké dívky.
- My Name Is Not Angelica (1989, Já nejsem Angelika), historický román o vzpouře otroků roku 1733 v Dánské Západní Indii v jižní části Panenských ostrovů.
- Thunder Rolling in the Mountains (1992, Hrom valící se do hor), vydáno posmrtně.
- Venus Among the Fishes (1995, Venuše mezi rybami), vydáno posmrtně.